# Othain
De Othain is een riviertje van het Maasbekken.
Hij stroomt in het noorden van de Franse regio Lotharingen. De Othain ontspringt bij Gondrecourt-Aix en mondt uit in de Chiers, die op haar beurt in de Maas uitstroomt. De Othain stroomt 67 km afwisselend door de departementen Meurthe-et-Moselle en Meuse waartussen hij vijf keer de grens oversteekt.

## Gemeenten langs de Othain
Van de bron tot de monding:
- Meurthe-et-Moselle: Gondrecourt-Aix, Affléville
- Meuse: Dommary-Baroncourt, Domremy-la-Canne, Gouraincourt, Spincourt, Vaudoncourt, Muzeray, Nouillonpont, Duzey, Rouvrois-sur-Othain, Pillon, Sorbey, Saint-Laurent-sur-Othain
- Meurthe-et-Moselle: Grand-Failly
- Meuse: Rupt-sur-Othain
- Meurthe-et-Moselle: Petit-Failly
- Meuse: Marville
- Meurthe-et-Moselle: Saint-Jean-lès-Longuyon, Villers-le-Rond
- Meuse: Flassigny, Velosnes
- Meurthe-et-Moselle: Othe
- Meuse: Bazeilles-sur-Othain, Villécloye, Montmédy